# Rifugio Potzmauer
Das Rifugio Potzmauer ist eine privat geführte Schutzhütte in den Fleimstaler Alpen im Trentino. Die Hütte verfügt über 14 Schlafplätze und ist in der Regel von Mitte Juni bis Ende September sowie an den Wochenenden geöffnet.

## Lage
Die Hütte liegt auf der orographisch rechten Talseite des Cembratals auf 1289 m s.l.m. entlang des Bergkamms, der das Cembratal vom Etschtal trennt. Sie steht auf einer Waldlichtung etwa 400 Meter nordwestlich des Potzmauer-Passes (1350 m) an der zum Südtiroler Unterland abfallenden Flanke des Bergkammes im Gemeindegebiet von Altavalle knapp an der Grenze zur Südtiroler Gemeinde Salurn. Nur wenige Gehminuten vom Rifugio Potzmauer entfernt führt der Europäische Fernwanderweg E5 und der Sentiero Italia vorbei.

## Zugänge
- Von Masi Alti bei Grumes, 1100 m ⊙ auf Weg 480 in 1 Stunde
- Von Buchholz, 610 m ⊙ auf Weg 3 in 2 ½ Stunden
- Von Gfrill, 1330 m ⊙ auf dem E5 in 1 Stunde 40 Minuten

## Übergänge
- Zum Lago Santo, 1194 m ⊙ auf Weg 415 in 2 Stunden.
- Zur Trudner Horn Alm, 1710 m ⊙ auf dem E5 in 4 Stunden.
- Nach Capriana, 1050 m ⊙ auf Weg 480 in 4 Stunden.